# Chiesa dei Santi Vito, Modesto e Crescenzia (Montecchio Precalcino)
La chiesa dei Santi Vito, Modesto e Crescenzia è la parrocchiale di Montecchio Precalcino, in provincia e diocesi di Vicenza; fa parte del vicariato di Dueville-Sandrigo.

## Storia
La primitiva cappella sorse presumibilmente nel X secolo ad opera di alcuni monaci, come suggerirebbe l'intitolazione ai santi Vito, Modesto e Crescenzia.
Questo luogo di culto si ritrova poi menzionato nel 1262 e successivamente pure nelle Rationes decimarum compilate tra il 1297 e il 1303, dalle quali si apprende che esso era già sede parrocchiale; si possiede poi un resoconto di tutti i beni appartenenti alla chiesa risalente al 1444.
Nel 1502 papa Alessandro VI, con bolla datata 7 febbraio, assegnò ai frati Girolimini il beneficio parrocchiale, mentre la cura d'anime, già affidata al clero diocesano, passò agli stessi due anni più tardi.  
Nella relazione della visita del cardinale Nicolò Ridolfi nel 1532 si legge che le funzioni religiose si tenevano nella cappella di San Rocco per il fatto che la parrocchiale era in ricostruzione.
In seguito alla soppressione dei Girolimini sancita nel 1668 dal governo veneto la parrocchia venne affidata ai frati Domenicani.
La prima pietra della nuova chiesa neoclassica fu posta nel 1729; l'edificio venne portato a compimento nel 1744 e poi consacrato il 20 settembre 1761 dal cardinale Antonio Marino Priuli.
Alcuni anni dopo, nel 1769 la cura d'anime tornò al clero secolare, mentre i Domenicani vennero definitivamente allontanati nel 1808 a causa delle soppressioni napoleoniche e dell'incameramento da parte statale dei beni ecclesiastici.
Nel XIX secolo si procedette alla posa del nuovo pavimento e al rifacimento del tetto. 
In epoca postconciliare la chiesa fu adeguata alle nuove norme mediante l'aggiunta dell'altare rivolto verso l'assemblea e tra il 1990 e il 1992 l'edificio venne totalmente restaurato.

## Descrizione

### Esterno

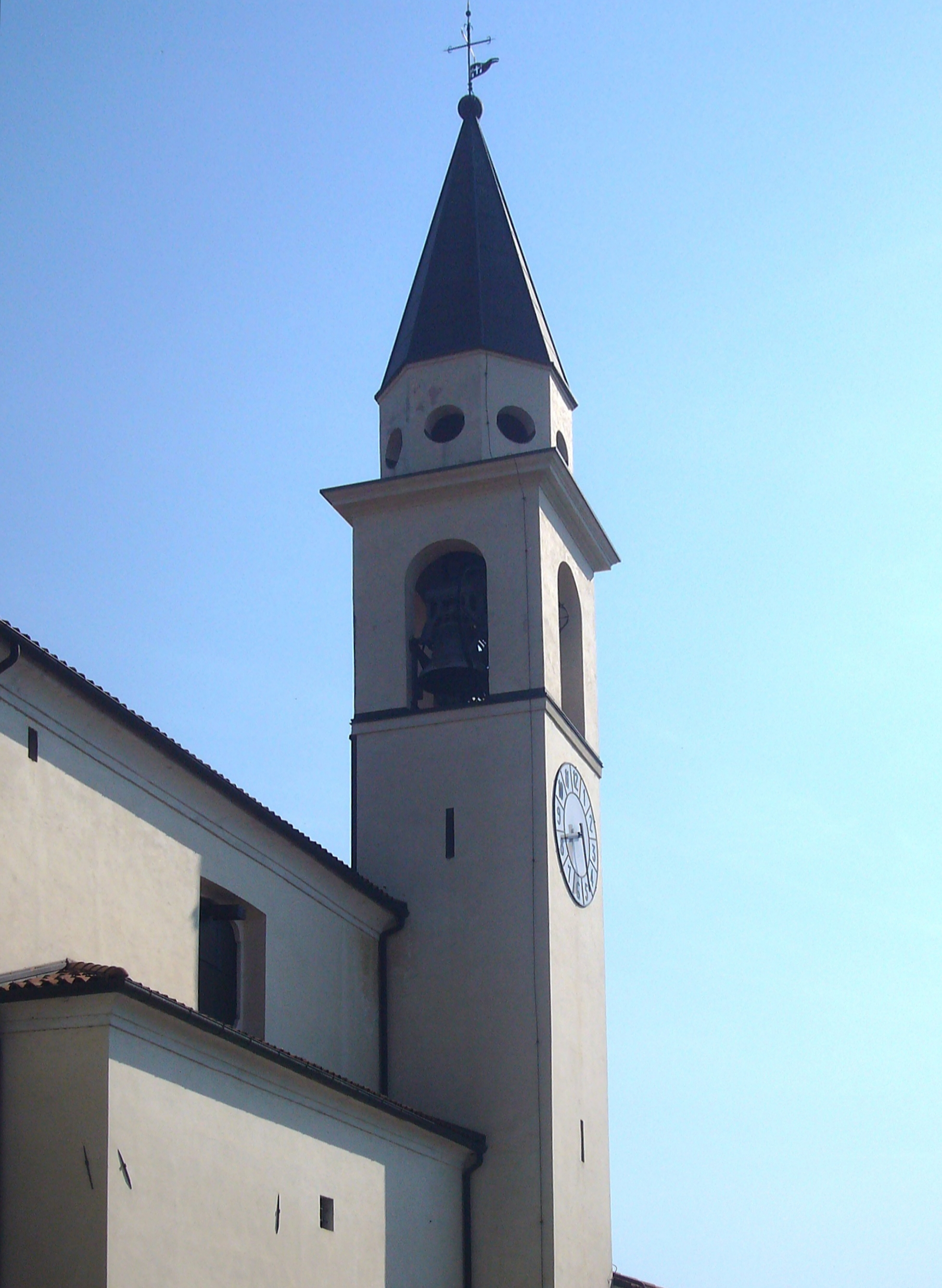
Il campanile

La facciata a capanna della chiesa, rivolta a occidente, presenta centralmente il portale d'ingresso, sormontato da una nicchia con statua e da una finestra, e ai lati due ulteriori nicchie con simulacri ed è scandita da quattro lesene ioniche sorreggenti il timpano di forma triangolare, che è sormontato da tre statue.
Annesso alla parrocchiale è il campanile a base quadrata, costruito nella seconda metà del XVIII secolo; la cella presenta una monofora su ogni lato ed è coronata dalla guglia poggiante sul tamburo ottagonale caratterizzato da oculi.

### Interno
L'interno dell'edificio si compone di un'unica navata, sulla quale si affacciano quattro cappelle laterali, introdotte da archi a tutto sesto e le cui pareti sono scandite da lesene sorreggenti la cornice aggettante sopra la quale si imposta la volta; al termine dell'aula si sviluppa il presbiterio, rialzato di alcuni gradini, ospitante l'altare maggiore e chiuso dall'abside di forma semicircolare.